# Попов Олександр Петрович
Олександр Петрович Попо́в — український науковець-аграрій, заслужений працівник сільського господарства України,  кандидат сільськогосподарських наук.
Працював науковим директором Прилуцької дослідної станції Української академії аграрних наук.